# 村上久勝
村上 久勝（むらかみ ひさかつ、1950年1月15日 - ）は、俳優、声優。

## 来歴・人物
映画・テレビ・CM・Vシネマなどで、主に脇役として幅広く活躍。殺陣やアクションを得意とし、刑事ドラマや時代劇への出演が多い。
役名がクレジットされない脇役としての出演が多いが、幅広い数多くの作品に出演している。
殺陣やアクションを得意とし、多くの刑事ドラマや時代劇に脇役・端役として出演。『太陽にほえろ!』や『西遊記』への出演回数は多い。『さわやか3組』や『虹色定期便』などの教育系NHKドラマにも出演している。
2006年には、声優としてPS2ゲーム『SIREN2』の藤田茂役を演じた。

## 出演

### 映画
- 処刑遊戯 （1979年 東映セントラルフィルム）
- 薔薇の標的 （1980年 東映セントラルフィルム）
- 乱 （1985年）
- ジャズ大名 （1986年 大映映画）
- 孔雀王 （1988年 東宝東和）
- 夢の祭り （1989年 ヘラルド・エース）
- 座頭市 （1989年）
- パチンコ物語 （1990年）
- 天と地と （1990年）
- ZIPANG （1990年）
- 浪人街 （1990年 松竹）
- ペエスケ ガタピシ物語 （1990年）
- 幕末純情伝（1991年）
- 子連れ狼 その小さき手に （1993年 松竹）
- 四十七人の刺客 （1994年 東宝映画） - 死客
- 夜がまた来る （1994年）

### テレビドラマ
- 高校教師 第24話「さらば! 番長」(1974年、12ch）
- 大江戸捜査網（12ch→TX）
  - 第226話「怒りの虚無僧狩り」（1976年）
  - 第239話「怨みの米騒動」（1976年）
  - 第280話「怒りの白昼殴り込み」（1977年）
  - 第338話「追跡! 哀愁の子守唄」（1978年）
  - 第355話「錠前破り 男の挽歌」（1978年）
  - 第377話「罪なき必死の逃亡者」（1979年）
  - 第386話「幼女が裁いた赤い罠」（1979年）
  - 第403話「怪奇 生きていた死美人」（1979年）
  - 第473話「非情の少女囮作戦」（1980年）
  - 第482話「嘘と誠の夫婦雛」（1981年）
  - 第488話「地獄からもどった用心棒」（1981年）
  - 第507話「傷だらけの人質救出作戦」（1981年）
  - 第509話「神隠しに泣く新妻」（1981年）
  - 第510話「女飛脚は殺しの標的」（1981年）
  - 第532話「女心が悪を斬る」（1982年）
  - 第544話「甘い誘惑 毒殺人名録」（1982年）
  - 第546話「おんな狩り 謎の人斬り娘」（1982年）
  - 第548話「花一輪 哀しく舞う白い肌」（1982年）
  - 第549話「品川遊郭おんな蟻地獄」（1982年）
  - 第551話「白昼夢 過去を暴く脅迫状」（1982年）
  - 第561話「密室を暴く恐怖の魔術師」（1982年）
  - 第563話「さらば友よ 傷だらけの挽歌」（1982年）
  - 第565話「妖艶やわ肌刺青針」（1982年）
  - 第572話「くの一殺し 禁断の白い肌」（1982年）
  - 第580話「絶唱! 夜霧に消えた女郎花」（1983年）
  - 第582話「遊女に賭けた孤独の一匹狼」（1983年）
  - 第628話「おんな風呂殺しの湯煙り」（1984年）
  - 新・大江戸捜査網 第3話「からくり極悪絵図」（1984年）
  - 平成版
    - 第1シリーズ 第1話「隠密同心参上!」（1990年）
    - 第2シリーズ 第11話「五万石騒動! にわか若君との哀しき切恋」（1991年）
- 江戸特捜指令 第22話「唐拳! 危うし遊び人奉行」（1977年、TBS）
- 恐竜戦隊コセイドン 第37話「時空間シンジケート 黒いココナツ」（1978年、12ch）- りゅうじ 役
- 江戸を斬るIV（1979年、TBS）
  - 第6話「さらわれた花嫁」
  - 第11話「娘軽業師危機一髪」
- 西遊記シリーズ（NTV）
  - 西遊記（1979年）
    - 第13話「恋地獄 なめくじ妖怪」
    - 第22話「快楽の館 悟浄白骨の恋」
    - 第24話「火焔山!! 芭蕉扇の愛」
    - 第25話「妖怪帝国 突破大作戦」
    - 第26話「あれが天竺 大雷音寺だ!」

  - 西遊記II
    - 第3話「賭博妖怪 ミイラ取りがミイラ」（1979年）
    - 第4話「落ちこぼれの恐怖 分数妖怪」（1979年）
    - 第7話「夢の妖怪 幽鬼将軍」（1979年）
    - 第9話「地獄極楽宙ぶらりん」（1980年）
    - 第21話「異説 鬼子母神由来記」（1980年）
    - 第23話「妖術 石仏になった三蔵一行」（1980年）
    - 第26話「母上は妖怪か? 再び天竺へ」（1980年）
- 西武スペシャル / あめゆきさん（1979年、TBS）
- 太陽にほえろ!（NTV）
  - 第364話「スニーカー刑事登場!」（1979年）
  - 第548話「金曜日に会いましょう」（1983年）
  - 第591話「ボギーの妹?」（1984年）
  - 第625話「四色の電車」（1984年）
  - 第653話「一枚のシール」（1985年）
  - 第679話「ホラ吹きの街」（1986年）
  - 第698話「淋しさの向こう側」（1986年）
  - 太陽にほえろ! PART2 第5話「長さんの長い午後」（1986年）
- 江戸の旋風IV 第25話「愛と復讐の罠」（1979年、CX）
- 江戸の激斗 第11話「魔の影」（1979年、CX）
- 西部警察（ANB）
  - 第8話「拳銃シンジケート」（1979年）
  - 第10話「ホットマネー攻防戦」（1979年）
  - 第14話「殺し屋参上」（1980年）
- 時代劇スペシャル（CX）
  - 新吾十番勝負（1981年）
  - 仕掛人・藤枝梅安 梅安流れ星（1982年）
  - 素浪人罷り通る 第6作「矢立峠に裏切りを見た」（1983年）
  - 松本清張の西海道談綺（1983年）
  - 魔境殺生谷の秘密 （1983年）
  - 裏切りの報酬 追放者・九鬼真十郎 （1983年）
- 暁に斬る! 第23話「天女が仕掛けた恋の罠」（1983年、CX）
- 木曜スペシャル / さらば海底空母イ401（1983年、NTV）
- 新ハングマン 第14話「海女の刑・女体を密輸する逃がし屋」（1983年、ANB） - 中光貿易構成員
- 西部警察 PART-III 第43話「走れ一兵! 成田発PM3」（1984年、ANB）
- 事件記者チャボ! 第19話「ビックリ!! チャボの大変装」（1984年、NTV） - 寅井組組員
- 暴れ九庵 第16話「やがて愉快な居候」（1985年、KTV）
- あぶない刑事 第42話「恐怖」（1987年、NTV）
- 土曜ワイド劇場 / キャットショー連続殺人（1987年、ANB）
- 刑事貴族 （1990年、NTV）
- 女無宿人 半身のお紺 （1991年、TX）
- 魔の季節 （1995年、TBS）
- 未成年 （1995年、TBS）
- Missダイヤモンド （1995年、ANB）
- 春のドラマスペシャル / 坊ちゃんさん（1996年、TBS）
- 愛の風 （1996年、CX）
- 結婚しようよ （1996年、TBS）
- 坊ちゃんちゃん （1996年、TBS）
- さわやか3組 （1997年、NHK）
- 総理と呼ばないで 第3話「カニを食う男」（1997年、CX）
- 中学生日記 （2001年、NHK）

### コマーシャル
- ノバルティスファーマ
- ソフィアワールド

### ゲーム
- SIREN2（2006年） - 藤田茂 役

## 殺陣/擬斗

### 舞台
- history（1998年、劇団偉人舞台）